# Purpurlök
Purpurlök (Allium hollandicum) är en flerårig växtart i släktet lökar och familjen amaryllisväxter. Den beskrevs av Reinhard M. Fritsch.

## Utbredning
Artens utbredningsområde är Iran. Den odlas som prydnadsväxt i andra delar av världen, och har som sådan introducerats i Tyskland och Österrike. Den förekommer tillfälligt i Sverige, men reproducerar sig inte. Inga underarter finns listade i Catalogue of Life.